# Rejon Özgön
Rejon Özgön (kirg. Өзгөн району; ros. Узгенский район) – rejon w Kirgistanie w obwodzie oszyńskim. W 2009 roku liczył 228 114 mieszkańców (z czego 73,8% stanowili Kirgizi, 22,2% – Uzbecy, 3,1% – Turcy) i obejmował 37 205 gospodarstw domowych. Siedzibą administracyjną rejonu jest Özgön.